# Sobór Trójcy Świętej w Rydze
Sobór Trójcy Świętej – prawosławny sobór w Rydze. Świątynia monasterska i parafialna; należy do dekanatu ryskiego eparchii ryskiej Łotewskiego Kościoła Prawosławnego.

## Historia
Sobór Trójcy Świętej w Rydze został wzniesiony dla żeńskiego monasteru Trójcy Świętej i św. Sergiusza z Radoneża w Rydze, powstałego w 1901 z przekształcenia żeńskiego towarzystwa prawosławnego opiekującego się młodymi kobietami i sierotami. Budowa soboru, który miał być główną cerkwią kompleksu klasztornego, rozpoczęła się w roku następnym. Car Mikołaj II przekazał na ten cel 75 tys. rubli, dalszą zbiórkę pieniędzy prowadziła również ihumenia klasztoru Sergia (Mansurowa). W 1907 poświęcono gotową świątynię. W kolejnych latach odwiedzali ją m.in. car Mikołaj II i premier Piotr Stołypin. W 1961 sobór, nadal pełniąc funkcje głównej świątyni monasterskiej, został dodatkowo przemianowany na katedrę eparchii ryskiej, gdyż dotychczasowa katedra, sobór Narodzenia Pańskiego w Rydze, została odebrana prawosławnym i zaadaptowana na planetarium.

## Architektura
Sobór wzniesiony został w stylu bizantyjskim. Posiada pięć cebulastych kopuł, położonych w narożnikach obiektu na hełmach oraz ponad nawą. Kopuły zwieńczone są prawosławnymi krzyżami, poniżej kopuł znajdują się fryzy. Okna w soborze są półkoliste; budynek wzniesiony jest z cegły. 
W soborze znajduje się dwurzędowy ikonostas przekazany na początku XX wieku przez cara Mikołaja II dla cerkwi św. Mikołaja w Lipawie, przeniesiony w 1961 do soboru Trójcy Świętej w Rydze. Z tego samego okresu pochodzą wykonane z brązu podświeczniki przed ikonami w dolnym rzędzie ikonostasu. Wyposażenie soboru tworzą przedmioty znajdujące się w nim od początku istnienia, jak i przeniesione z innych, zamykanych w różnych momentach ryskich cerkwi. Po zamknięciu po 1917 cerkwi św. Aleksego w Rydze w soborze znalazły się pochodzące z niej ikona św. Aleksego oraz osiemnastowieczny ewangeliarz. Szczególną czcią otacza się znajdujące się w cerkwi przedmioty należące do świętego metropolity ryskiego i całej Łotwy Jana oraz ikonę św. Serafina z Sarowa, uważaną za cudowną (według kronik cerkwi z ikony samoistnie wypływała mirra, ponadto wizerunek kilkakrotnie samoistnie się odnawiał).